# Papio kindae
Papio kindae is een zoogdier uit de familie van de apen van de Oude Wereld (Cercopithecidae). De wetenschappelijke naam van de soort werd voor het eerst geldig gepubliceerd door Einar Lönnberg in 1919. De soort werd in het verleden als ondersoort van de gele baviaan (Papio cynocephalus kindae) gerekend.

## Voorkomen
De soort komt voor in de miombo-savannes van Angola, Congo-Kinshasa en Zambia.